# Bandasjön

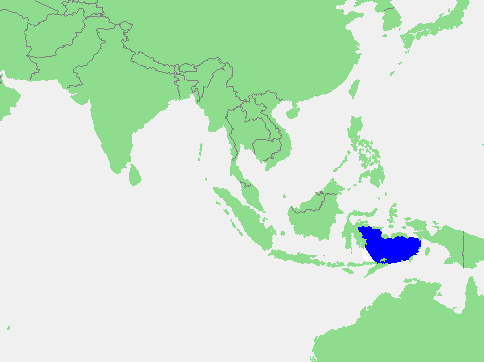
Karta över Bandasjön.

Bandasjön (indonesiska: Laut Banda) är ett hav utanför Indonesien. Bandasjön är cirka 1 000 km från öst till väst och 500 km från norr till söder. Sjöns totala areal är cirka 740 000 km², och den djupaste delen är 7 200 m. Bandasjön betraktas som en del av Stilla havet men avgränsas av ett flertal öar. Öar som gränsar till Bandasjön är bland andra Moluckerna i norr Sulawesi i väster och Timor i söder. Övriga öar runt sjön är Buru, Ambon, Seram, Aruöarna, Tanimbaröarna, Wetaröarna och Timor.  
Bandasjön gränsar till Arafurahavet i öst, Timorsjön i söder, Floreshavet i väster och Molucksjön och Seramsjön i norr.
Jordbävningar är vanliga beroende på påverkan av de tre kontinentalplattorna i området.